# Municipio de Sölvesborg
El municipio de Sölvesborg (en sueco: Sölvesborgs kommun) es un municipio en la provincia de Blekinge, al sur de Suecia. Su sede se encuentra en la ciudad de Sölvesborg. El municipio actual se formó en 1971 cuando la ciudad de Sölvesborg se fusionó con los municipios rurales de Gammalstorp y Mjällby.

## Localidades
Hay 10 áreas urbanas (tätort) en el municipio:
| #  | Tätort     | Población |
| -- | ---------- | --------- |
| 1  | Sölvesborg | 7,883     |
| 2  | Mjällby    | 1,272     |
| 3  | Hällevik   | 776       |
| 3  | Hörvik     | 776       |
| 5  | Norje      | 674       |
| 6  | Nogersund  | 532       |
| 7  | Pukavik    | 283       |
| 8  | Lörby      | 243       |
| 9  | Ysane      | 212       |
| 10 | Valjeviken | 211       |

## Ciudades hermanas
Sölvesborg está hermanado o tiene tratado de cooperación con:
- Bornholm, Dinamarca
- Malbork, Polonia
- Wolgast, Alemania
- Sortavala, Rusia
- Ukmergė, Lituania